# Johann Luif
Johann Luif (* 12. Juli 1959 in Eisenstadt) ist ein österreichischer Offizier und Politiker. Er war bis zu seinem Ruhestand 2021 ab September 2017 Leiter der Generalstabsdirektion im Bundesministerium für Landesverteidigung und seit August 2018 stellvertretender Generalstabschef. Vom 22. Mai bis zum 3. Juni 2019 war er Minister für Landesverteidigung.

## Leben
Johann Luif absolvierte nach der Matura von 1978 bis 1981 die Theresianische Militärakademie, war Offizier im Landwehrstammregiment 12 und schloss in der Folge den 12. Generalstabslehrgang an der Landesverteidigungsakademie in Wien 1991 ab.
Von 1993 bis 1997 war er als stellvertretender Chef des Stabes im Militärkommando Burgenland eingesetzt. Später wurde er in das Bundesministerium für Landesverteidigung als Hauptreferatsleiter in der Abteilung Rüstungsplanung versetzt und hatte in der Folge die Funktion des stellvertretenden Leiters der Abteilung Militärische Grundsatzplanung inne. In dieser Zeit absolvierte er den Schweizer Generalstabskurs und führte 1999 während seiner Truppenverwendung das Pionierbataillon 1 in Villach.
Ende 2003 wurde er Militärkommandant des Burgenlandes und zum Brigadier befördert. Diese Funktion hatte er bis 2017 inne.
2004 absolvierte er ein Studium der Politikwissenschaften.
Luif machte zahlreiche Auslandseinsätze, vor allem am Balkan, ab 2000 als österreichischer Kontingentskommandant im Kosovo, 2011/12 als stellvertretender Kommandant der Kosovo Force (KFOR) und 2014 bis 2016 als Kommandant von European Union Force (EUFOR) in Bosnien-Herzegowina.
Nach seiner Rückkehr aus Bosnien-Herzegowina leitete er die Abteilung Einsatzplanung im damaligen Bundesministerium für Landesverteidigung und Sport.
Am 1. September 2016 wurde er zum Leiter der Generalstabsdirektion im Bundesministerium für Landesverteidigung bestellt und zum Generalleutnant befördert. Am 20. August 2018 erfolgte darüber hinaus die Betrauung mit der Wahrnehmung der Agenden des stellvertretenden Generalstabschefs.
Am 22. Mai 2019 wurde er zum Minister für Landesverteidigung ernannt und mit Antritt der Bundesregierung Bierlein bereits am 3. Juni 2019 durch Thomas Starlinger ersetzt.
Am 19. Oktober 2021 erhielt er das Komturkreuz des Landes Burgenland verliehen.

## Sonstiges
Johann Luif ist verheiratet und Vater von zwei Kindern.